# Castelnau-Montratier
Castelnau-Montratier – miejscowość i gmina we Francji, w regionie Oksytania, w departamencie Lot. W 2013 roku populacja gminy wynosiła 1879 mieszkańców. 
W dniu 1 stycznia 2017 roku połączona z sąsiednią gminą Sainte-Alauzie, tworząc gminę Castelnau Montratier-Sainte Alauzie. 1 stycznia 2024 roku połączonej gminie przywrócono nazwę Castelnau-Montratier.